# Cegielnia Moszczenicka
Cegielnia Moszczenicka – osada w Polsce położona w województwie łódzkim, w powiecie piotrkowskim, w gminie Moszczenica.
W latach 1975–1998 osada administracyjnie należała do województwa piotrkowskiego.